# Nguyễn Văn Hoan
Nguyễn Văn Hoan (1907–1991), tên thường gọi là Giáo Nam, bí danh Kính Trắng, là chính trị gia, nhà cách mạng thế hệ lập quốc, nhà sử học Việt Nam.

## Thân thế
Nguyễn Văn Hoan sinh năm 1907 ở thành phố Nam Định.
Thời trẻ, ông theo học ở trường Thành chung Nam Định, cùng lứa với Đặng Châu Tuệ, Đặng Xuân Khu, Phạm Năng Độ, Nguyễn Khắc Lượng, Nguyễn Đức Cảnh, Nguyễn Văn Năng, Nguyễn Danh Đới, Đặng Xuân Thiều, Nguyễn Cao Luyện,... Tháng 3 năm 1926, ông cùng các bạn học tham gia bãi khóa để tang Phan Chu Trinh.
Tháng 4, ông bị chính quyền thực dân đuổi học cùng nhiều bạn học khác, phải lên Hà Nội làm công nhân.

## Cuộc đời
Cuối năm 1926, ông gia nhập Hội Việt Nam Cách mạng Thanh niên. Năm 1927, ông tham dự lớp học chính trị ở Quảng Châu do Bác Hồ giảng dạy. Sau khi về nước ông hoạt động gây dựng phong trào cách mạng tại Nam Định, ông hướng dẫn, đào tạo và kết nạp các đồng chí như Đặng Xuân Khu tức Trường Chinh (sau này là TBT Đảng CSVN), Tạ Uyên bí thư xứ ủy Nam kỳ...v.v...Tháng 4, ông cùng Trần Trung Tín được Kỳ bộ Bắc Kỳ phân công trở về Nam Định gây dựng cơ sở, mà trước hết là công nhân nhà máy sợi. Cho đến cuối năm 1927, cùng với thầy giáo Đào Đình Mẫn, tổng cộng sáu chi bộ Hội đã được thành lập ở Nam Định. Từ tháng 6, ông được cử sang Ninh Bình, thành lập chi bộ đầu tiên trong tỉnh do Lương Văn Thăng làm Bí thư.
Tháng 9 năm 1927, Ban Tỉnh bộ lâm thời Thanh niên tỉnh Nam Định được thành lập do Nguyễn Văn Hoan làm Bí thư. Tháng 9 năm 1928, Tỉnh bộ Nam Định tổ chức hội nghị đại biểu Tỉnh bộ, bầu ra Ban Chấp hành chính thức gồm Nguyễn Văn Hoan, Đào Gia Lựu, Vũ Huy Hào, vẫn do ông làm Bí thư. Cuối năm 1928, trong hội nghị Kỳ bộ Bắc Kỳ, ông đã nêu ra những mặt hạn chế của tổ chức Thanh niên và chỉ ra thực tế cần phải thành lập một tổ chức mới để chỉ đạo phong trào cách mạng. Đầu năm 1929, ông được Kỳ bộ cử làm Bí thư Liên tỉnh bộ Nam Định-Ninh Bình-Hà Nam, hoạt động chủ yếu ở Ninh Bình, chức vụ Bí thư Tỉnh bộ Nam Định chuyển giao cho Nguyễn Văn Phúc.
Ngày 17 tháng 6 năm 1929, Đông Dương Cộng sản Đảng thành lập, ông tích cực xúc tiến việc thành lập các chi bộ cộng sản ở Ninh Bình. Tháng 10, Tỉnh ủy lâm thời Ninh Bình được thành lập, gồm Nguyễn Văn Hoan, Nguyễn Văn Phúc, Trần Quang Tặng, do Nguyễn Văn Hoan làm Bí thư. Nhân ngày kỷ niệm Cách mạng tháng Mười, Tỉnh ủy cho in ấn tờ báo Dân cày làm cơ quan ngôn luận, tiến hành rải truyền đơn và dán khẩu hiệu ở những nơi đông dân. Ngày 7 tháng 11, Nguyễn Văn Hoan cùng Lương Văn Tụy tiến hành treo lá cờ búa liềm lên đỉnh núi Non Nước.
Ngày 18 tháng 11, trên đường chuyển báo Dân Cày đến cơ sở, ông cùng Lương Văn Tụy bị thực dân Pháp bắt và giam giữ ở nhà lao Ninh Bình, sau đó áp giải về nhà tù Hỏa Lò (Hà Nội). Dù bị giam giữ, nhưng ông vẫn làm biên tập cho tờ báo bí mật Tù nhân báo, Đường cách mạng của chi bộ Đảng nhà tù. Ngày 29 tháng 4 năm 1930, ông cùng Lương Văn Tụy bị đưa ra xét xử ở Tòa thượng thẩm Hà Nội với tội danh "Cộng sản". Đây là phiên tòa đầu tiên xét xử tội "Cộng sản" ở Việt Nam và ông là nhà cách mạng VN đầu tiên bị xét xử với tội danh làm Cộng Sản. Ông bị kết án khổ sai chung thân, lưu đày Côn Đảo. Tại Côn Đảo, ông tiếp tục làm biên tập cho tờ báo bí mật Tiến lên.
Tháng 7 năm 1936, ông được trả tự do. Tháng 11, ông viết hồi ký Côn Lôn tố cáo tội ác của thực dân ở Côn Đảo. Bài viết được Phan Tử Nghĩa dịch ra tiếng Pháp với nhan đề Poude Condore, đăng trên hai kỳ của báo Le Travail. Năm 1939, ông bị trục xuất khỏi Hà Nội và bị quản thúc ở Thái Bình.
Năm 1944, ông trốn về Nam Định hoạt động. Cách mạng tháng Tám nổ ra, ngày 21 tháng 8 năm 1945, ông là Chủ tịch Ủy ban nhân dân cách mạng lâm thời thành phố Nam Định. Năm 1948, ông chuyển sang công tác ở Bộ Tư pháp. Năm 1955, ông làm Viện trưởng Viện Công tố phúc thẩm 16 tỉnh thành miền Bắc (tiền thân của Viện Kiểm sát nhân dân tối cao). Trước khi về nghỉ hưu, ông chuyển sang làm Phó ban Nghiên cứu lịch sử Đảng Trung ương, cố vấn Bảo tàng Lịch sử Việt Nam 
Ông mất năm 1991.

## Tác phẩm
Trong thời gian bị giam giữ ở Ninh Bình và Côn Đảo, ông có sáng tác nhiều bài thơ, tiêu biểu như: Gửi người cùng bị bắt, Trước tòa án thực dân, Say, Tự hào, Hận, Khóc đồng chí Lương Văn Tụy, Đường xa gánh nặng, Lại vào xà lim, Đón xuân trong xà lim, Ra về nhớ bạn,... Một số bài được in trong hai tập thơ Tiếng hát trong tù (1973–1974) và Thơ ca cách mạng (1925–1945) (1973). Sách Tổng tập Văn học Việt Nam, tập 36 (2000) sưu tầm được 34 bài thơ và bài báo Côn Lôn do chính ông chỉnh lý lần cuối.
Năm 1970, ông vẽ một tấm bản đồ Côn Đảo tặng người bạn tù là Chủ tịch nước Tôn Đức Thắng. Tấm bản đồ được Chủ tịch nước Tôn Đức Thắng treo trang trọng ở nhà số 35 Trần Phú (Hà Nội, nay là trụ sở Cục trẻ em) cho đến khi Chủ tịch nước qua đời.

## Tặng thưởng
Năm 1955, lá cờ đỏ búa liềm do ông và Lương Văn Tụy treo trên núi Non Nước được đích thân ông tìm thấy trong kho hồ sơ của Tòa thượng thẩm Hà Nội. Hiện lá cờ đang được bảo quản ở Bảo tàng Ninh Bình.
Cuốn sách Đường Kách mệnh được trưng bày ở Bảo tàng Cách mạng Việt Nam hiện nay được ông sưu tầm và tặng lại cho bảo tàng vào năm 1959. Đó là một trong nhiều bản in được Nguyễn Lương Bằng mang từ Quảng Châu về nước để phân phát cho các đồng chí trong nước. Năm 2012, cuốn Đường Cách mệnh hiện vật gốc được công nhận là bảo vật quốc gia.
Ông được Đảng và NN tặng thưởng huân chương Hồ Chí Minh 
Tên của ông được đặt cho những con đường ở tỉnh Nam Định và Ninh Bình

## Gia đình
Người vợ đầu của ông là Bà Nguyễn Thị Tỉnh, là em gái ruột của Bà Nguyễn Thị Bắc, Nguyễn Thị Giang ( Cô Bắc Cô Giang). Ông là anh em cọc chèo với lãnh tụ Nguyễn Thái Học. Ông có tổng cộng 7 người con. Người con gái thứ 4 của ông là bà Nguyễn Bích Ngọc (sinh năm 1947 ở Nam Định) hiện đang sống ở Thành phố Hồ Chí Minh cùng hai người con.. Các con và cháu ông đều trưởng thành có những đóng góp cho XH. Nhiều người trong đó trở thành sĩ quan quân đội và công an. 